# Брајтон и Хоув
Брајтон и Хоув (енгл. Brighton and Hove) означава унитарну јединицу у Енглеској коју чине градови:
- Брајтон
- Хоув

Ова јединица је настала спајањем Брајтона и Хоува 1997. године и давањем статуса града од стране краљице Елизабете II у склопу прославе миленијума 2000. Има око 273.400 становника (2011).
Саставни је део конурбације Брајтон/Вортинг/Литлхемптон која има 461.181 становника и 12. је по величини у Уједињеном Краљевству.